# Geoffrey Chew

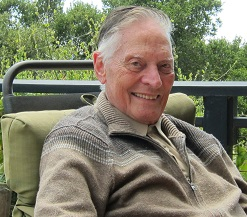
Geoffrey Chew, 2014

Geoffrey Foucar Chew (* 5. Juni 1924 in Washington, D.C.; † 11. April 2019) war ein US-amerikanischer theoretischer Physiker.
Chew studierte an der George Washington University (Bachelor 1944) und ab 1944 bei Enrico Fermi an der University of Chicago, wo er 1948 bei Fermi promoviert wurde (The elastic scattering of high energy nucleons by deuterons). Ab 1948 war er an der University of California, Berkeley, im Radiation Laboratory und ab 1949 als Assistant Professor für Physik. 1950 bis 1956 war er an der University of Illinois at Urbana-Champaign (ab 1955 als Professor). 1956 war er am Institute for Advanced Study. Ab 1957 war er Professor für Physik in Berkeley. Ab 1993 war er dort Professor Emeritus. 1986 bis 1993 war er dort Dekan der Physik-Fakultät und 1974 bis 1978 Vorsitzender der Physik-Fakultät. Er war 1962/63 Gastprofessor an der Universität Cambridge als Fellow des Churchill College, 1970/71 Gastprofessor an der Princeton University und 1983/84 an der Universität Paris.
In Berkeley baute er eine in den 1960er Jahren einflussreiche Schule theoretischer Teilchenphysiker auf, die über die Theorie der S-Matrix die starke Wechselwirkung zu verstehen suchten. Nachdem er 1960 mit Steven Frautschi entdeckte, dass man die Mesonen in Familien einteilen kann, bei denen der Spin proportional zum Quadrat der Masse ist, interpretierte er das so, dass keines der damals bekannten Teilchen der starken Wechselwirkung fundamental war. Stattdessen suchte er eine Beschreibung über analytische Eigenschaften der Streumatrix, ohne auf eine Quantenfeldtheorie in lokaler Raum-Zeit-Formulierung zurückzugreifen (Bootstrap-Theorie). Sein Zugang wurde auch als „Nukleare Demokratie“ bekannt, da keiner der „gebundenen Zustände“ als elementar betrachtet wurde. In den 1970er Jahren wurde die S-Matrix-Theorie durch eine „konservative“ gewöhnliche Punktteilchen-Quantenfeldtheorie in der Beschreibung der starken Wechselwirkung abgelöst, der Quantenchromodynamik mit zugehörigem Quark-Modell. Gleichzeitig entwickelte sich aber aus der S-Matrix-Theorie ab etwa 1970 die Stringtheorie, ein Versuch der fundamentalen Beschreibung aller Wechselwirkungen der Elementarteilchen.
Er war Mitglied der National Academy of Sciences (seit 1962) und der American Academy of Arts and Sciences (seit 1966). 1962 erhielt er den Hughes Prize der American Physical Society und 1969 den Ernest-Orlando-Lawrence-Preis.
Zu seinen Doktoranden zählen die Stringtheoretiker David Gross (1966) und John Schwarz (1966).

## Schriften
- The analytic S-Matrix, Benjamin 1965
- Particles as S-Matrix Poles: Hadron democracy, in Hoddeson, Dresden, Brown (Hrsg.) Pions to quarks: Particle physics in the 1950s, Cambridge University Press 1997